# (4467) Kaidanovskij
(4467) Kaidanovskij ist ein Hauptgürtelasteroid, der am 2. November 1975 von Tamara Michailowna Smirnowa am Krim-Observatorium entdeckt wurde.
Der Asteroid wurde nach dem russischen Radioastronomen Naum Lwowitsch Kaidanowski benannt.